# Alongside
「alongside」（アロングサイド）は、BIGMAMAの11枚目のシングル。2013年8月28日にRX-RECORDSよりリリースされた。

## 概要
前作『Jeffrey Campbellのスケートシューズで』から8ヶ月ぶりのリリース。通常盤のみのリリース。また、1st～3rdアルバムの廉価版3枚と同日リリースされた。ジャケット写真は、お洒落なバスタブをメインに据えたものとなっている。
表題曲の「alongside」は、台湾のドリンク会社VITALON 「御茶園」のCMソングに起用された。BIGMAMAがタイアップを担当するのは今作が初である。
カップリングには初期の楽曲である「look at me」が再録されている。このタイミングで初期曲の再録や、廉価版のリリースについて「BIGMAMAのことをいつだって忘れてほしくないから」と金井政人は発言している。

## 楽曲解説
alongside
表題曲。MVが作られている。
BIGMAMAというバンドを1曲で表現する事を目指して作った、バンドの指針のような曲であり、ファンへの感謝が込められている。
"alongside"は和訳すると「寄り添って」といった意味になるが、これは「これまで5枚アルバムをリリースし、ある程度バンドが完成されてきた今、1対多というより1対1の深いコミュニケーションをとれるかが大事であるため、そういった意味でこの言葉が今のBIGMAMAを示唆する」と金井は発言している。
メロディやアレンジについては、ライブを意識している。ベースやバイオリンのフレーズのわかりやすさを心がけ、皆で歌えるような楽曲作りを狙ったという。
look at me
2006年に発表した最初のミニアルバム『short films』に収録されている「look at me」を、現メンバーでの再レコーディングしたもの。
アルバム3枚の廉価版リリースにあたり、このミニアルバムのみが、メンバー体制が現在と異なっていたため、1曲だけをピックアップして再録する運びとなった。「little cloud」も候補に挙がっていたが、こちらは原曲を上回るイメージが無かったため選ばれなかった。
2017年にリリースされたBIGMAMA初のベストアルバム『BESTMAMA』には、このバージョンの音源が収録されている。

## 収録曲
| 全作詞: 金井政人、全作曲・編曲: BIGMAMA。 |                                                             |          |            |      |
| #                                         | タイトル                                                    | 作詞     | 作曲・編曲 | 時間 |
| 1.                                        | 「alongside」(台湾のドリンク会社VITALON 「御茶園」CMソング) | 金井政人 | BIGMAMA    | 4:22 |
| 2.                                        | 「look at me」                                              | 金井政人 | BIGMAMA    | 2:49 |
| 合計時間:                                 | 合計時間:                                                   | 7:11     |            |      |